# Campionati europei di pattinaggio di figura 1895
I Campionati europei di pattinaggio di figura 1895 sono stati la 5ª edizione della competizione di pattinaggio di figura. Si sono svolti il 26 gennaio 1895 a Budapest, in Ungheria. 

## Podi
| Evento                      | Oro            | Punteggio | Argento      | Punteggio | Bronzo        | Punteggio |
| Singolo maschile (dettagli) | Tibor Földváry | 6         | Gustav Hügel | 11        | Gilbert Fuchs | 13        |

## Medagliere
| Posiz. | Nazione  | Oro | Argento | Bronzo | Totale |
| ------ | -------- | --- | ------- | ------ | ------ |
| 1      | Ungheria | 1   | 0       | 0      | 1      |
| 2      | Austria  | 0   | 1       | 0      | 1      |
| 3      | Germania | 0   | 0       | 1      | 1      |
| Totale | Totale   | 1   | 1       | 1      | 3      |